# قطع اتصال (ترانه)
«قطع اتصال» (به انگلیسی: Disconnect) ترانه‌ای از کلین بندیت گروه موسیقی الکترونیک اهل انگلستان و مارینا و دیاموندز خواننده و ترانه‌سرای اهل ولز است. ترانه توسط مارینا دیاماندیس و جک پاترسون آهنگ‌سازی و توسط لوک پاترسون، جک پاترسون و مارک رالف تهیه شده‌است. ترانه به عنوان تک‌آهنگ چهارم از دومین آلبوم استودیویی رسیدنی گروه از دیجیتال ریتیلرز در ۲۳ ژوئن ۲۰۱۷ منتشر شد.